# Prairie View (Kansas)
Prairie View es una ciudad ubicada en el condado de Phillips en el estado estadounidense de Kansas. En el año 2010 tenía una población de 134 habitantes y una densidad poblacional de 335 personas por km².

## Geografía
Prairie View se encuentra ubicada en las coordenadas 39°49′54″N 99°34′24″O / 39.83167, -99.57333 (39.831737, -99.573324).

## Demografía
Según la Oficina del Censo en 2000 los ingresos medios por hogar en la localidad eran de $35,625 y los ingresos medios por familia eran $36,250. Los hombres tenían unos ingresos medios de $30,625 frente a los $31,250 para las mujeres. La renta per cápita para la localidad era de $16,912. Alrededor del 7.3% de la población estaban por debajo del umbral de pobreza.